# LOST (第4シーズン)
テレビドラマシリーズ『LOST』の第4シーズンは、アメリカ合衆国はABC、カナダではCTVにより2008年1月31日から2008年5月29日までに計14話が放送された。シーズンでは引き続いて南太平洋上の島に飛行機が墜落して生き残った者たちが描かれ、その90日後から始まる。『LOST』のエグゼクティブ・プロデューサー、脚本家、ショーランナーのデイモン・リンデロフとカールトン・キューズによると、第4シーズンの2つメインテーマは「漂流者たちと貨物船員の関係」と「島とそこへ戻る必要があるという事実から離れる者たち」である。『LOST』は第3シーズンでは批評家から厳しい評価を受けたが、第4シーズンは新要素のフラッシュフォワード、物語のペース、新キャラクターたちが好意的に受け入れられた。
今シーズンは当初16話構成で予定されており、2007年-2008年全米脚本家組合ストライキが始まる前の時点で8話まで撮影済みであった。ストライキにより第4シーズンは残り5話で完結となることが発表されたが、シーズン最終回の脚本の長さを受けてネットワーク側は14話目の製作を決定し、3時間に及ぶ「There's No Place Like Home」は2夜に分けて放送された。第4シーズンは2008年1月31日から3月20日までは火曜の午後9時、4月24日から5月15日までは午後10時より放送された。シーズン最終回後編は2008年5月29日の午後9時より2時間枠で放送された。第4シーズンのDVD及びBlu-ray Discのセットは『Lost: The Complete Fourth Season – The Expanded Experience』の題でブエナ・ビスタ・ホーム・エンターテインメントより、リージョン1が2008年12月9日、リージョン2が同年10月20日に発売された。

## スタッフ
第4シーズンはABCスタジオ、バッド・ロボット・プロダクションズ、グラス・スカート・プロダクションズが製作した。ショーランナーはデイモン・リンデロフとカールトン・キューズが務めた。番組は主にハワイ州で撮影され、ロサンゼルスでポストプロダクションが行われる。エグゼクティブ・プロデューサーはリンデロフとキューズの他に、企画者のJ・J・エイブラムス、ブライアン・バーク、ジャック・ベンダーが務めた。スタッフライターはリンデロフ、キューズ、共同プロデューサーのエドワード・キッツィス、アダム・ホロウィッツ、ドリュー・ゴダード、スーパーバイジング・プロデューサーのエリザベス・サーノフ、共同プロデューサーのブライアン・K・ヴォーン、エグゼクティブ・ストーリー・エディターのクリスティーナ・M・キムが務めた。レギュラー監督はベンダーと共同エグゼクティブ・プロデューサーのスティーヴン・ウィリアムズが務めた。

## キャスト
第4シーズンでは16人のメインキャストが登場した。前シーズンとから引き続いて登場するオーシャニック航空815便の生存者たち、島に元々住んでいた謎の集団「他のものたち」の他に、新たに貨物船からやってきたチームが加わる。マシュー・フォックスは漂流者グループのリーダーであるジャック・シェパードを演じた。ホルヘ・ガルシアは不幸な億万長者で精神不安定であり、ジャックに付いて行く815便の生存者のヒューゴ・"ハーリー"・レイエスを演じた。エリザベス・ミッチェルは第3シーズンより815便のグループに加わり、ジャック、ケイト、ソーヤーと四角関係となる他のものたちの不妊治療専門医のジュリエット・バークを演じた。エヴァンジェリン・リリーは逃亡者のケイト・オースティンを演じた。ジェレミー・デイビスは貨物船からやって来た大学を追われた物理学者のダニエル・ファラデーを演じた。テリー・オクィンは島との深い繋がりを持つ815便の生存者のジョン・ロックを演じた。ジョシュ・ホロウェイは皮肉屋の815便生存者のジェームズ・"ソーヤー"・フォードを演じた。ナヴィーン・アンドリュースは元イラク共和国防衛隊の815便生存者のサイード・ジャラーを演じた。エミリー・デ・レイヴィンは島で新たにシングルマザーとなった815便生存者のクレア・リトルトンを演じた。マイケル・エマーソンは他のものたちのリーダーのベン・ライナスを演じた。レベッカ・メイダーは貨物船からやって来た文化人類学者のシャーロット・ルイスを演じた。ダニエル・デイ・キムは英語を喋れないジンスー・クォン、キム・ユンジンは妊娠中のその妻のサンファ・クォンを演じた。ヘンリー・イアン・キュージックは島で3年間過ごし、制御不能のタイムトラベル能力を身につけたデズモンド・ヒュームを演じた。ケン・レオンは貨物船からやって来た傲慢な霊媒師のマイルズ・ストローメを演じた。ハロルド・ペリノー・ジュニアは第2シーズンで島を脱出した後に貨物船で戻って来た815便生存者のマイケル・ドーソンを演じた。
ゲスト出演者が頻繁に登場する。ジェフ・フェイヒーは貨物船のヘリコプターのパイロットのフランク・ラピーダス、ケヴィン・デュランドは貨物船の傭兵グループのリーダーのマーティン・キーミー、アンソニー・アジジはその一員のオマールを演じた。L・スコット・コードウェルとサム・アンダーソンはローズとバーナード・ナドラーを演じた。ジョン・テリーはジャックとクレアの実父のクリスチャン・シェパードを演じた。マーシャ・トマソンは貨物船から初めて島にやって来たナオミ・ドリット、マーク・ヴァンは船医のレイを演じた。アラン・デイルは貨物船を島に送り込んだチャールズ・ウィドモアを演じた。ミラ・ファーランは16年間島に住んでいた漂流者のダニエル・ルソー、タニア・レイモンドは生き別れになった彼女の娘のアレックス、ブレイク・バショフはそのボーイフレンドのカールを演じた。ネスター・カーボネルは他のものたちの有力者のリチャード・アルパートを演じた。グラント・バウラーは貨物船の船長のゴールトを演じた。フィッシャー・スティーヴンスとゾーイ・ベルは通信員のジョージ・ミンコフスキーとレジーナを演じた。ランス・レディックはナオミ、ハーリー、ロックと繋がる謎の男のマシュー・アバドンを演じた。
他に、元メインキャストがゲスト出演している。マルコム・デヴィッド・ケリーはフラッシュバック及びフラッシュフォワードでマイケルの息子のウォルト・ロイドを演じた。ドミニク・モナハンとシンシア・ワトロスは幻覚として現れた故人のチャーリー・ペースとリビーを演じた。

## 評価

### 批評家の反応
『タイム』は『LOST』を2008年のベスト・テレビシリーズで7位とし、「複雑な（『LOST』の）時空間旅行物語が楽しい」と賞賛した。BuddyTVのドン・ウィリアムスは第1話「選択」を「今年最も待ち望まれたシーズン初回」、マイケル・オーシエロは第4シーズンの最後の1時間を「今年のテレビで最も待ち望まれた60分」と評した。アメリカ合衆国の批評家には2008年1月28日に「選択」と「訪問者たち」のDVDが送られた。Metacriticでは12件の批評家レビューで加重平均値は87/100となったが、2007-08年のアメリカ合衆国のテレビシーズンではHBOの『THE WIRE/ザ・ワイヤー』の第5シーズンに次ぐ高さである。『TVWeek』による批評家調査では、『LOST』は2008年上半期のベスト番組に「大差で」選ばれ、明らかに「ほとんどの批評家がトップ5に入れて」、「賞賛だけ」の評価をされた。2007年5月7日に2010年のシリーズが完結が決定されたことと今シーズンよりフラッシュフォワードが導入されたことは批評家に好評価された。また新キャラクターについても同様であった。

### 受賞とノミネート
第60回プライムタイム・エミー賞では7部門にノミネートされ、1時間シリーズ音響賞を受賞した。ドラマシリーズ賞では第1シーズン以来2度目のノミネートを果たし、またマイケル・エマーソンは前回から連続でドラマシリーズ助演男優賞にノミネートされた。他に、1時間シリーズ撮影賞、シリーズ作曲賞、ドラマシリーズシングルカメラ作品編集賞、シリーズ音響編集賞にノミネートされた。
テレビ批評家協会賞では年間最優秀番組賞とドラマ作品賞にノミネートされた。また全米脚本家組合賞のドラマシリーズ部門にもノミネートされた。

### 視聴者数
『LOST』の第4シーズンの視聴者数は低迷した。シーズン初回のアメリカ合衆国での視聴者数は17話ぶりに1600万人を超えたが、その後は右肩下がりとなった。ストライキの影響でシーズンが一時中断される直前に放送された第8話の視聴者数は1128万人であり、シリーズ最低記録を更新した。放送再開後第1回となる第9話では1200万人を獲得したが、その次はまたシリーズ最低を更新する1114万人となり、その後もまた1100万人台となった。シーズン最終回は1200万人台に回復したが、それまでの『LOST』のシーズン最終回では最低の記録であった。

## エピソード
シーズン第1話の放送前には第3シーズンまでの総集編番組「Lost: Past, Present & Future」が放送された。
| No. | #     | タイトル                                                      | 監督                       | 脚本                                            | 特集 キャラクター                                        | 放送日        | 合衆国 視聴者数 （百万人） |
| --- | ----- | ------------------------------------------------------------- | -------------------------- | ----------------------------------------------- | -------------------------------------------------------- | ------------- | -------------------------- |
| 73 | 1     | "選択" "The Beginning of the End"                             | ジャック・ベンダー         | デイモン・リンデロフ & カールトン・キューズ     | ハーリー                                                 | 2008年1月31日 | 16.07                      |
| 貨物船がペニーのものでないことを知った815便生存者たちはジャックとロックが率いる2つのグループに分裂した。ハーリーとクレアはチャーリーの訃報を悲しむ。フラッシュフォワードでは、島を脱出した後のハーリーが描かれ、彼とジャックとケイトを含む帰還者6人が「オーシャニック6」と呼ばれていることが明かされる。                                           |       |                                                               |                            |                                                 |                                                          |               |                            |
| 74 | 2     | "訪問者たち" "Confirmed Dead"                                 | スティーヴン・ウィリアムズ | ドリュー・ゴダード & ブライアン・K・ヴォーン    | ファラデー & シャーロット & マイルズ & フランク & ナオミ | 2008年2月7日  | 15.06                      |
| フランクが操縦するヘリコプターから貨物船の科学チームが島に降下する。科学チームは物理学者のダニエル、人類学者のシャーロット、霊媒師のマイルズであった。フラッシュバックでは、フランク、ダニエル、シャーロット、マイルズの背景が明かされ、最後にナオミの元に集められる。                                                                             |       |                                                               |                            |                                                 |                                                          |               |                            |
| 75 | 3     | "雇われた男" "The Economist"                                  | ジャック・ベンダー         | エドワード・キッツィス & アダム・ホロウィッツ   | サイード                                                 | 2008年2月14日 | 13.62                      |
| ロックのグループはバラックに留まる。サイードはシャーロットを解放するのと引き換えに島から出す約束をフランクと交わすが、彼女をロックのグループから連れてきた代わりにマイルズを置いてきた。フランク、サイード、デズモンドはヘリコプターで貨物船へ出発する。フラッシュフォワードでは、オーシャニック6の1人であるサイードがベンの下で暗殺者として働く。 |       |                                                               |                            |                                                 |                                                          |               |                            |
| 76 | 4     | "証言" "Eggtown"                                              | スティーヴン・ウィリアムズ | エリザベス・サーノフ & グレゴリー・ネーションズ | ケイト                                                   | 2008年2月21日 | 13.53                      |
| ケイトはマイルズから自分の情報を聞き出し、その後ロックからグループを追い出される。フラッシュフォワードでは、ケイトは過去の犯罪に関する裁判を受けており、またクレアの息子アーロンを育てている。 |       |                                                               |                            |                                                 |                                                          |               |                            |
| 77 | 5     | "定数" "The Constant"                                         | ジャック・ベンダー         | カールトン・キューズ & デイモン・リンデロフ     | デズモンド                                               | 2008年2月28日 | 12.85                      |
| 貨物船に到着するとデズモンドは意識が2004年と1996年の間に往来するようになる。1996年で彼はダニエルと会い、このままだと命の危険があり、現象を止めるためには過去と未来の両方で知っているものがなければならないという。 1996年のデズモンドはペニーを見つけ、2004年の彼は彼女に連絡する。                                                                |       |                                                               |                            |                                                 |                                                          |               |                            |
| 78 | 6     | "許されぬ関係" "The Other Woman"                              | エリック・ラニューヴィル   | ドリュー・ゴダード & クリスティーナ・M・キム    | ジュリエット                                             | 2008年3月6日  | 12.90                      |
| ダニエルとシャーロットが無断でダーマの発電ステーションへ出発するとジャックとジュリエットは彼らを追う。ダニエルとシャーロットはそこで致死性のガスを不活性化する。一方、ロックに捕らわれたベンはウィドモアのことを話す。フラッシュバックでは、ジュリエットとベン、彼女の恋人のグッドウィン、その妻のハーパーとの関係が描かれる。                     |       |                                                               |                            |                                                 |                                                          |               |                            |
| 79 | 7     | "ジヨン" "Ji Yeon"                                            | スティーヴン・セメル       | エドワード・キッツィス & アダム・ホロウィッツ   | サン & ジン                                              | 2008年3月13日 | 11.87                      |
| ジンとサンがロックのグループに加わると言うと、ジュリエットはサンの不倫をジンに知らせる。貨物船では、デズモンドとサイードが以前にナオミが言及していた815便の残骸と遺体に関する詳細な情報を聞く。フラッシュバックでジンの仕事が描かれる一方、フラッシュフォワードでオーシャニック6の1人となったサンが出産する。                                      |       |                                                               |                            |                                                 |                                                          |               |                            |
| 80 | 8     | "贖罪" "Meet Kevin Johnson"                                   | スティーヴン・ウィリアムズ | エリザベス・サーノフ & ブライアン・K・ヴォーン  | マイケル                                                 | 2008年3月20日 | 11.28                      |
| サイードとデズモンドはベンのスパイとして貨物船に入り込んでいるマイケルと会う。ベンは、アレックスをカールとルソーと共に島で唯一安全と思われるテンプルに行かせるが、彼らは道中で攻撃され、カールとダニエルが殺される。フラッシュバックでは、島から脱出したマイケルが自殺未遂を起こした後、他のものと再会し、貨物船に乗るまでの過程が描かれる。       |       |                                                               |                            |                                                 |                                                          |               |                            |
| 81 | 9     | "ルール" "The Shape of Things to Come"                        | ジャック・ベンダー         | ブライアン・K・ヴォーン & ドリュー・ゴダード    | ベン                                                     | 2008年4月24日 | 12.33                      |
| 貨物船から来た傭兵チームはバラックのロックのグループを攻撃する。チームのリーダーであるキーミーはアレックスを人質に取り、最終的に殺す。フラッシュフォワードでは、ベンはサイードを暗殺者として引き入れ、ウィドモアと敵対する。 |       |                                                               |                            |                                                 |                                                          |               |                            |
| 82 | 10    | "父の影" "Something Nice Back Home"                           | スティーヴン・ウィリアムズ | エドワード・キッツィス & アダム・ホロウィッツ   | ジャック                                                 | 2008年5月1日  | 11.14                      |
| ソーヤー、マイルズ、そしてクレアはバラックからビーチのキャンプへと移動するが、夜中にクレアはアーロンを置いて死んだはずの父クリスチャンと共に消える。ビーチではジャックが虫垂炎で倒れ、生存者は彼を救うために協力する。フラッシュフォワードでは、ジャックはケイトにプロポーズするが、精神を病み、破局する。                                         |       |                                                               |                            |                                                 |                                                          |               |                            |
| 83 | 11    | "奇跡の子" "Cabin Fever"                                      | ポール・エドワーズ         | エリザベス・サーノフ & カイル・ペニントン       | ロック                                                   | 2008年5月8日  | 11.28                      |
| ロックはジェイコブのキャビンの情報を得て、ベンとハーリーと共に島内を移動する。貨物船に戻った後に傭兵たちは反乱を起こす。フラッシュバックでは、ロックには過去にリチャード・アルパートと接触していたことが明かされる。 |       |                                                               |                            |                                                 |                                                          |               |                            |
| 84 | 12    | "オーシャニック6" "There's No Place Like Home (Part 1)"       | スティーヴン・ウィリアムズ | デイモン・リンデロフ & カールトン・キューズ     | ジャック & ハーリー & サイード & サン & ケイト           | 2008年5月15日 | 11.40                      |
| 生存者のうち6人がボートで貨物船に運ばれるが、そこで爆発物が発見される。一方、ベンは傭兵に降伏し、またケイトとサイードはジャングルで他のものたちと遭遇する。フラッシュフォワードでは、帰還したオーシャニック6の最初の行動が描かれる。 |       |                                                               |                            |                                                 |                                                          |               |                            |
| 85–86 | 13–14 | "基地オーキッド / 帰還" "There's No Place Like Home (Part 2)" | ジャック・ベンダー         | カールトン・キューズ & デイモン・リンデロフ     | ジャック & ハーリー & サイード & サン & ケイト           | 2008年5月29日 | 12.20                      |
| ケイト、サイード、他のものたちは傭兵たちを倒し、ベンを解放する。ベンとロックは島を動かすことに成功する。貨物船が爆発した後、ジャック、ケイト、サイード、ハーリー、サン、アーロン、デズモンド、フランクはペニーによって救出される。フラッシュフォワードでは、ロックに会った後のオーシャニック6とウォルトの反応が描かれる。                          |       |                                                               |                            |                                                 |                                                          |               |                            |

## ホームメディア発売
| Lost: The Complete Fourth Season – The Expanded Experience |                       |                |               |                |
| 発売日                                                     |                       |                |               |                |
| ブラジル                                                   | アメリカ合衆国 カナダ | オーストラリア | 日本          | イギリス       |
| 2008年9月24日                                              | 2008年12月9日         | 2008年10月29日 | 2009年1月21日 | 2008年10月20日 |